# Działo holowane

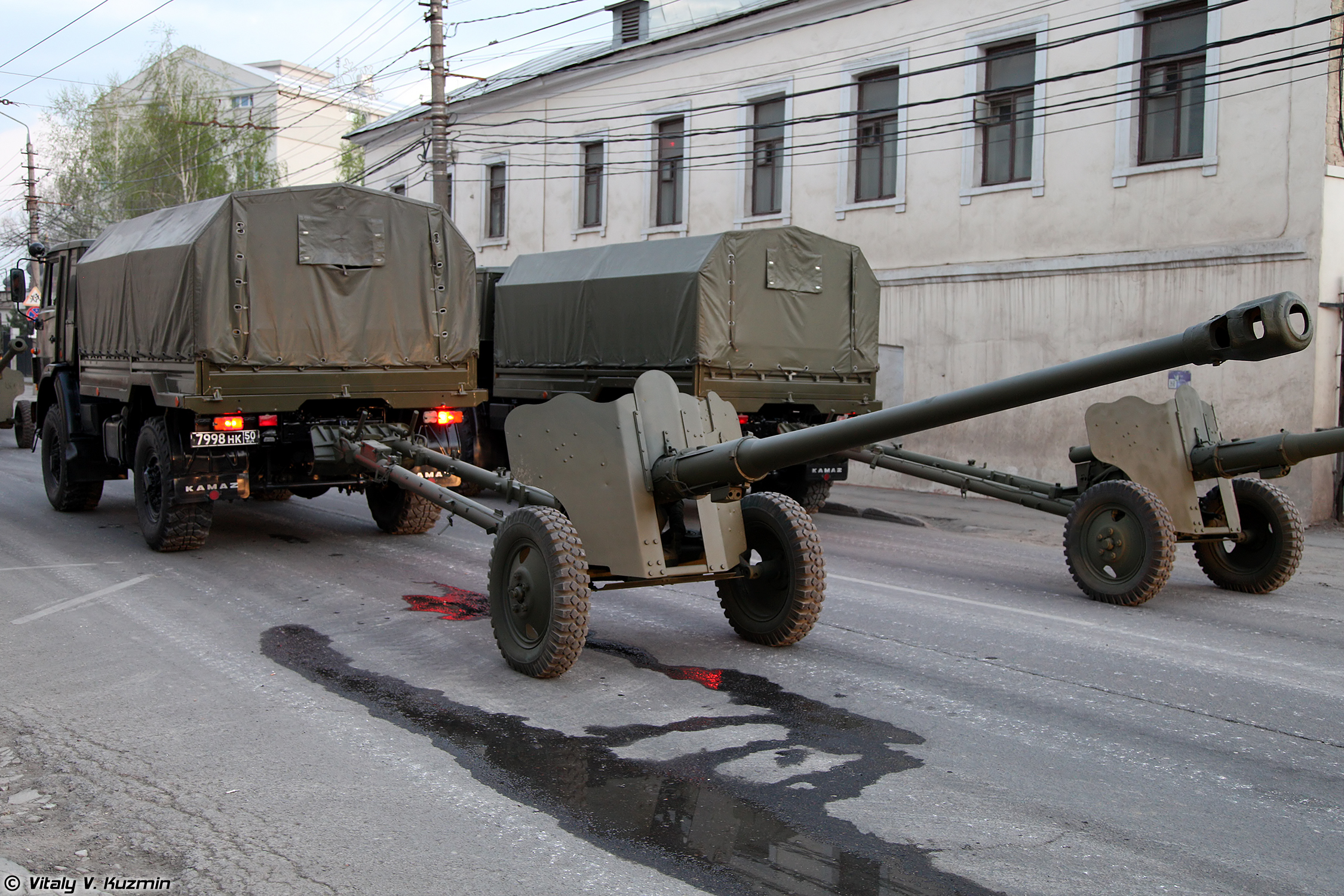
Radziecka holowana armata przeciwpancerna D-44

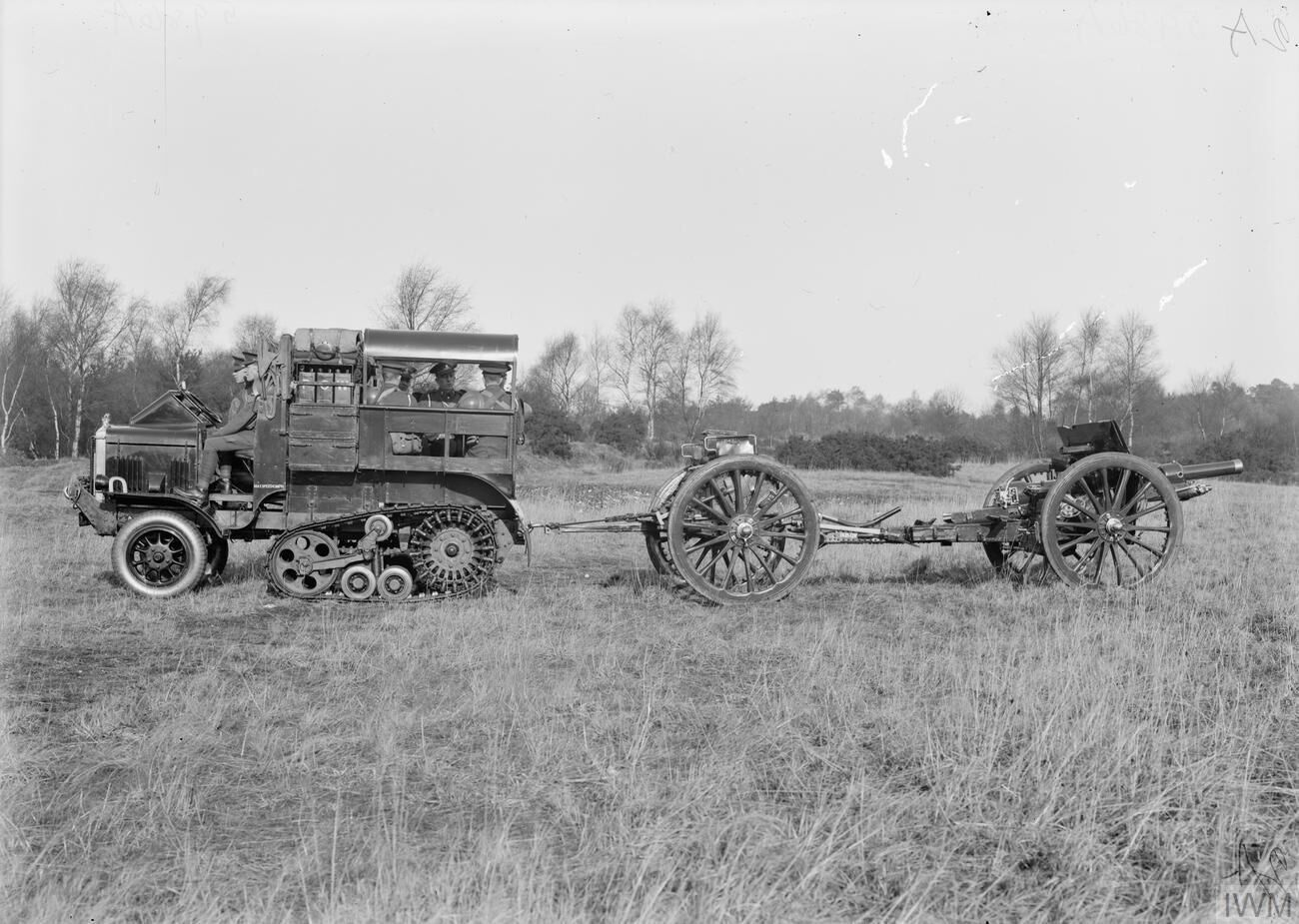
Działo holowane ciężkie doczepione z przodkiem do ciągnika artyleryjskiego, na którym znajduje się obsługa działa

Działo holowane (ciągnione) – działo nieposiadające własnego napędu trakcyjnego, przystosowane do jazdy po drogach i bezdrożach. Działo holowane wymaga ciągnika do transportowania. Działa lekkie są przeważnie doczepiane bezpośrednio do samochodów (terenowych), ciężkie są holowane przez ciągniki artyleryjskie gąsienicowe, na których znajdują się również miejsca dla żołnierzy obsługujących działo. Działa holowane ciężkie są wyposażone w przodki do przewożenia, z którymi tworzą pojazd dwuosiowy.
Działa holowane były podstawowym rodzajem dział aż do okresu II wojny światowej, kiedy to na większą skalę zaczęto używać dział samobieżnych. Proces ten postępował po wojnie, jednak nie doprowadziło to do zaniku stosowania artylerii holowanej, dalej wykorzystywanej przez wojsko.